# Tolnai Ambrus Lukács
Tolnai Ambrus Lukács dunántúli unitárius lelkész és prédikátor a 16. században.
Az unitárius egyház erdélyi megalapítása után hamarosan a hódoltsági területeken is nagy népszerűségre tettek szert az antitrinitárius tanok. Ezen nézetek egyik legismertebb dunántúli képviselője Tolnai Ambrus Lukács volt, aki eleinte még a kálvini tanokkal rokonszenvezett, de rövidesen magáévá tette Dávid Ferenc tanítását. Prédikátori képzését valószínűleg a dunántúli unitarizmus akkori központjában, Pécsett nyerte. Ezt követően Laskón, Siklóson lett lelkész. 1574-ben részt vett a tragikus kimenetelű nagyharsányi hitvitában, melyet követően a reformátusok prédikátortársát, az unitárius teológia nagy alakját, Alvinczi Györgyöt felakasztották. Ambrusnak azonban sikerült Pécsre menekülnie. A későbbiekben Ráckevén és Polgárdiban teljesített lelkészi szolgálatot, s újabb hitvitákban is részt vett. Ez idő tájt mind a katolikusok, mind a reformátusok üldözték az unitárius vallás képviselőit, de Ambrus polgárdi lelkészként gróf Cseszneky Mihály palotai fővitéz védelmét élvezte.
Élete alkonyán egyes források szerint a Skarica Máté református teológussal folytatott írásbeli vita eredményeképpen visszatért a református egyházba.